# Thyroxine 5'-désiodase

Thyroxine (T_{4}), prohormone thyroïdienne.

Triiodothyronine (T_{3}), hormone active.

La thyroxine 5'-désiodase est une oxydoréductase qui catalyse la désiodation de la thyroxine, ou hormone thyroïdienne T4, en triiodothyronine, ou T3. Cette dernière est la véritable hormone thyroïdienne, quatre fois plus active que la T4, qui se lie à des récepteurs spécifiques du noyau cellulaire pour moduler l'expression de certains gènes dans pratiquement toutes les cellules des vertébrés.
Tout comme la thyroxine 5-désiodase, l'autre iodothyronine désiodase, la thyroxine 5'-désiodase est une sélénoprotéine, c'est-à-dire qu'elle contient du sélénium sous la forme d'un acide aminé protéinogène assez rare, la sélénocystéine,,. Cette enzyme existe sous deux types différents, appelés iodothyronine désiodase de type 1 (D1) et iodothyronine désiodase de type 2 (D2), dont la masse varie entre 29 et 33 kDa. Le site actif se trouve dans les deux cas au sein d'un repliement TRX et contient de la sélénocystéine et deux résidus d'histidine,. La sélénocystéine est codée par un codon UGA, correspondant normalement au codon-STOP opale dans le code génétique, mais la présence d'un élément SECIS en aval de ce codon induit l'expression de ce dernier en sélénocystéine plutôt qu'une terminaison de la transcription.
Ces deux isozymes sont des protéines membranaires dimériques, avec un segment transmembranaire N-terminal et une grosse tête globulaire dans laquelle se trouve le site actif. Elles catalysent la même réaction avec cependant une cinétique enzymatique différente. La fonction biologique de la D1, située dans la membrane plasmique de cellules du foie, des reins, de la thyroïde et, dans une moindre mesure, de l'hypophyse, est moins bien comprise que celle de la D2, située dans la membrane du réticulum endoplasmique notamment des cellules de l'hypophyse, de la thyroïde, des muscles squelettiques, du tissu adipeux brun, du myocarde (artères coronaires) et du système nerveux central. C'est la D2 qui produit l'essentiel de la triiodothyronine (hormone T3) de l'organisme, et elle joue un rôle important dans la thermogenèse dans les tissus adipeux bruns en accélérant la β-oxydation des acides gras et en découplant l'oxydation phosphorylante, ce qui a pour effet de générer de la chaleur plutôt que de l'ATP au sein des mitochondries.